# King of Pain (chanson de The Police)
Pour les articles homonymes, voir King of Pain.
Singles de The Police
Synchronicity II
(1983) Don't Stand So Close to Me '86
(1986)
Pistes de Synchronicity
Every Breath You Take Wrapped Around Your Finger
King of Pain est une chanson de The Police sortie en 1983 dans l'album Synchronicity.
King of Pain est le seul single de Synchronicity à ne pas avoir de clip video.

## Musiciens
- Sting : Basse, piano, synthétiseurs, chant, chœurs
- Andy Summers : Guitare
- Stewart Copeland : Batterie, marimba, percussions

## Liste des titres

### 7": A&M / AM 176 (UK)
1. King of Pain - 4:59
2. Tea in the Sahara (Live) - 5:05

### 7": A&M / AM-2569 (US)
1. King of Pain - 4:59
2. Someone to Talk To - 3:08

### 12": A&M / AMX 176 (UK)
1. King of Pain - 4:59
2. Tea in the Sahara (Live) - 5:05

## Classements hebdomadaires
| Classement (1983–1984)                 | Meilleure position |
| -------------------------------------- | ------------------ |
| Allemagne (Media Control AG)           | 57                 |
| Australie (Kent Music Report)          | 44                 |
| Belgique (Flandre Ultratop 50 Singles) | 19                 |
| Canada (RPM 50 Singles)                | 1                  |
| États-Unis (Billboard Hot 100)         | 3                  |
| États-Unis (Adult Contemporary)        | 47                 |
| États-Unis (Mainstream Rock Songs)     | 1                  |
| Irlande (IRMA)                         | 7                  |
| Royaume-Uni (UK Singles Chart)         | 17                 |

## Version d'Alanis Morissette
Singles de Alanis Morissette
That I Would Be Good (en)
(1999) You Learn
(2000)
Pistes de Alanis Unplugged
These R the Thoughts You Oughta Know
Cette chanson est interprétée par Alanis Morissette dans MTV Unplugged (en). Le single inclut des versions de Baba, Thank U et Your House qui ne sont pas présentes dans l'album.

## Liste des titres
1. King of Pain
2. Thank U
3. Baba
4. Your House